# Polinomi ortogonali
In matematica, una famiglia di polinomi {\displaystyle p_{n}(x)} per {\displaystyle n=0,1,2,\ldots ,} dove per ogni {\displaystyle n} si ha un polinomio di grado {\displaystyle n}, si dice una sequenza di polinomi ortogonali nell'intervallo {\displaystyle [a,b]} rispetto alla funzione peso {\displaystyle w(x)} positiva nell'intervallo scelto se
{\displaystyle \int _{a}^{b}w(x)p_{n}(x)p_{m}(x)\,dx=0,\qquad \forall n,m=0,1,2,\dots ,\qquad {\mbox{con }}n\neq m.}
Mentre i polinomi di una qualsiasi sequenza polinomiale possono essere considerati vettori di uno spazio vettoriale mutuamente linearmente indipendenti, i componenti di una sequenza di polinomi ortogonali si possono considerare vettori mutuamente ortogonali di uno spazio vettoriale con prodotto interno, quando si definisce questa funzione bilineare chiedendo che applicata a una qualsiasi coppia di polinomi {\displaystyle p(x)} e {\displaystyle q(x)} dia
{\displaystyle \int _{a}^{b}w(x)p(x)q(x)\,dx.}
Esempi di successioni di polinomi ortogonali sono:
- I polinomi di Hermite {\displaystyle H_{n}(x)} e {\displaystyle He_{n}(x)}, ortogonali rispetto alla distribuzione normale di probabilità.

- I polinomi di Čebyšëv di prima specie {\displaystyle T_{n}(x)}, ortogonali nell'intervallo {\displaystyle [-1,1]} rispetto alla funzione peso {\displaystyle w(x)={\frac {1}{\sqrt {1-x^{2}}}},\quad {\mbox{per }}-1<x<1.}

- I polinomi di Čebyšëv di seconda specie {\displaystyle U_{n}(x)}, ortogonali nell'intervallo {\displaystyle [-1,1]} rispetto alla funzione peso {\displaystyle w(x)={\sqrt {1-x^{2}}},\quad {\mbox{per }}-1<x<1.}

- I polinomi di Legendre, ortogonali nell'intervallo {\displaystyle [-1,1]} rispetto alla distribuzione di probabilità uniforme.

- I polinomi di Gegenbauer, ortogonali nell'intervallo {\displaystyle [-1,1]} rispetto alla distribuzione di probabilità {\displaystyle (1-x^{2})^{\alpha -1/2}.}

- I polinomi di Jacobi, ortogonali nell'intervallo {\displaystyle [-1,1]} rispetto alla distribuzione di probabilità {\displaystyle (1-x)^{\alpha }(1+x)^{\beta }.}

- I polinomi di Laguerre {\displaystyle L_{n}^{(\alpha )}(x)} con {\displaystyle \alpha >-1}, ortogonali nell'intervallo {\displaystyle [0,+\infty )} rispetto alla distribuzione di probabilità {\displaystyle x^{\alpha }e^{-x}.}

Un'altra possibilità è definire un prodotto interno:
{\displaystyle (f_{n},f_{m})=\sum _{i=a}^{b}w(x_{i})f_{n}(x_{i})^{*}f_{m}(x_{i}),}
dove gli {\displaystyle x_{i}} sono numeri interi nell'intervallo {\displaystyle [a,b]}. Con questa definizione, 
- i polinomi di Chebyshev sono ortogonali rispetto alla distribuzione {\displaystyle w(x)=1} (con {\displaystyle [a,b]=[0,N-1]});

- i polinomi di Charlier sono ortogonali rispetto alla distribuzione {\displaystyle {\frac {e^{-u}u^{x}}{x!}}} (con {\displaystyle [a,b]=[0,+\infty ]}).

Esiste una classificazione dei polinomi ortogonali inventata dal matematico statunitense Richard Askey che utilizza le funzioni ipergeometriche.

## Polinomi ortonormali
In linea con la definizione di base ortonormale, dei polinomi ortogonali si dicono ortonormali se soddisfano la relazione:
{\displaystyle (p_{i},p_{j})=\int _{a}^{b}w(x)\,p_{i}(x)\,p_{j}(x)\,dx=\delta _{i,j},}
per ogni {\displaystyle i,j}.